# Hilara pachyneura
Hilara pachyneura är en tvåvingeart som beskrevs av Frey 1955. Hilara pachyneura ingår i släktet Hilara och familjen dansflugor. Inga underarter finns listade i Catalogue of Life.